# M142 HIMARS

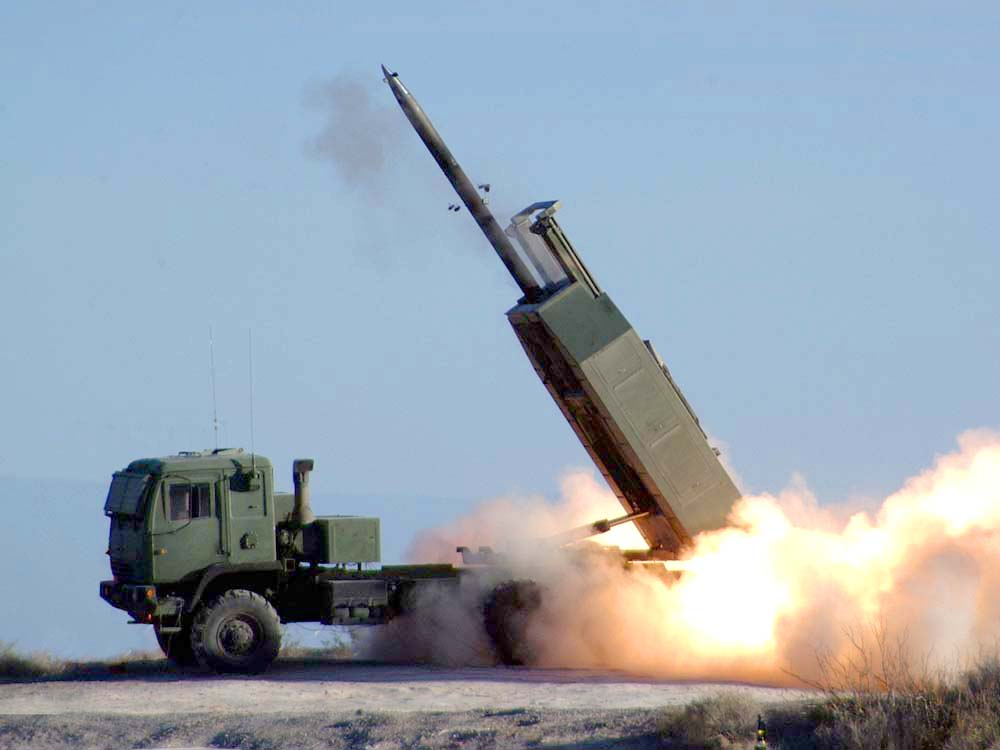
하이마스 발사 장면

M142 HIMARS(하이마스)는 미국 록히드 마틴이 개발한 다연장로켓포이다.

## 역사

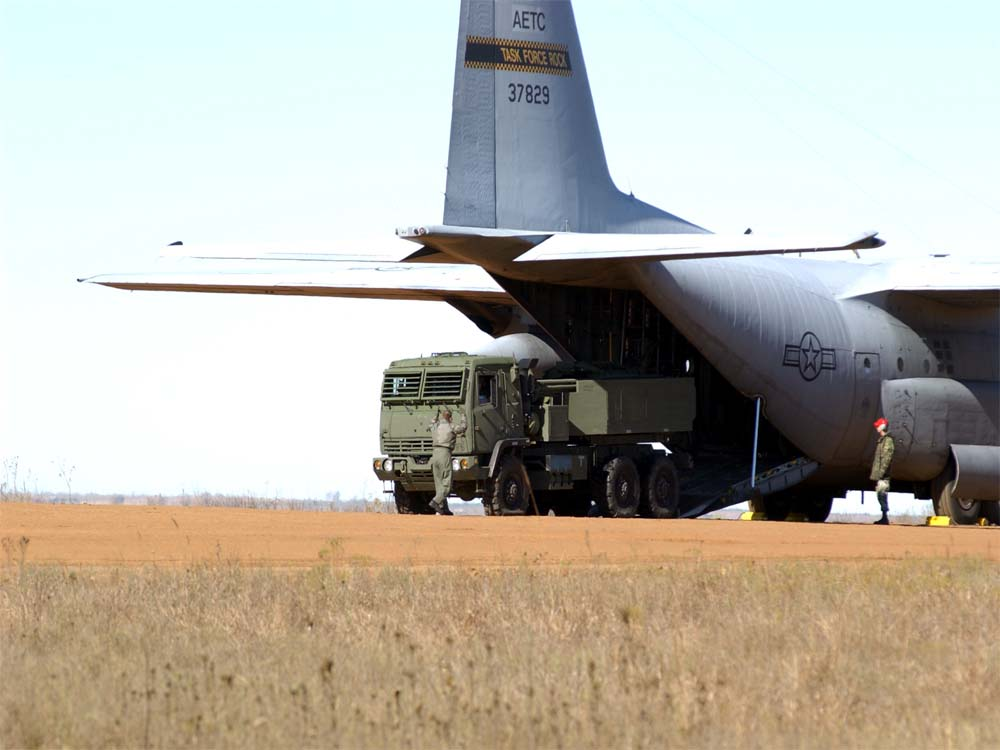
하이마스는 C-130 수송기로 운송이 가능하다

M270 MLRS가 227 mm 다연장 로켓 12발을 발사하는데, 하이마스는 6발을 발사한다.
M270 MLRS에는 에이태킴스 미사일 2발을 발사하는데, 하이마스는 1발을 발사한다.
M270 MLRS는 궤도형 장갑차에서 발사하는데, 하이마스는 5톤 트럭에서 발사한다.
대한민국이 개발한 천무 다연장로켓은 227 mm, 239 mm 다연장 로켓 12발을 발사하는데, 트럭에서 발사한다.
하이마스는 C-130 수송기로 운송할 수 있다.

## 우크라이나
볼로디미르 젤렌스키 대통령을 비롯한 우크라이나 정부는 미국에 사정거리가 수백 킬로미터에 달하는 다연장로켓시스템(MLRS)과 하이마스 등의 지원을 끊임없이 요청해 왔다. 미국은 방산업체 록히드 마틴이 제작한 M270 MLRS는 제공하지 않고, 하이마스만 제공하려고 한다.
우크라이나 군은 이미 서방으로부터 3가지 종류 155㎜ 곡사포를 지원받아 실전에 배치한 데 이어 미국이 이번주 다연장로켓(MLRS) 지원까지 결정하면 전세를 뒤집을 수도 있지 않겠느냐는 기대가 조심스럽게 나오고 있다.